# 森慎二
森 慎二（もり しんじ、1974年〈昭和49年〉9月12日 - 2017年〈平成29年〉6月28日）は、山口県岩国市出身のプロ野球選手（投手）・コーチ・監督。

## 経歴

### プロ入り前
山口県立岩国工業高等学校卒業後、新日鐵光に入るが新日鐵グループ野球部の再編にともない、新日鐵君津へ転籍した。1996年の第67回都市対抗野球大会では優秀選手賞を受賞した。同年のドラフト会議で西武ライオンズから2位指名を受け、入団した。同期入団には和田一浩がいた。

### 西武時代
プロ1年目の1997年シーズンは、プロ初登板が先発だった。先発としては結果を残せなかったものの中継ぎで好投したことからリリーフへ転向した。後半には石井貴と入れ替わる形で抑えに抜擢され、最終的に38試合に登板し、6勝2敗9セーブを記録成績でチームの優勝に貢献した。日本シリーズにも登板した。
1998年シーズンは、開幕からストッパーとして期待され起用されたものの不振で、同じく先発で不振だった西口文也と配置転換で先発登板する。中継ぎと谷間のローテーションを埋め、徐々に調子を取り戻し、52試合に登板し、8勝8敗5セーブ（先発では9試合2勝3敗防御率3.68）という成績でリーグ連覇に貢献した。
1999年シーズンは、谷間の先発や中継ぎで起用されたがムラの激しい投球が目立ち、5勝8敗と成績を落とした。
2000年シーズンは、開幕から好調でストッパーとして完全に定着した。自己最高の23セーブを挙げ防御率も1点台を記録する。
2001年シーズンは、不調だったことからクローザーの座を豊田清に譲り、28試合の登板にとどまり、1セーブしか挙げられなかった。
2002年シーズンは、ストッパーの豊田に繋ぐセットアッパーとして自己最多の71試合に登板し、最優秀中継ぎ投手のタイトルを獲得した。4年ぶりのリーグ優勝に貢献した。
2003年シーズンも最優秀中継ぎ投手を獲得し、2年連続で同タイトルを獲得した。このように森から豊田への継投はチームの勝利の方程式であった。球速のある荒れ球気味のストレートと落差のあるフォークボールを武器とした。奪三振率が非常に高く、毎年投球回を大きく上回る奪三振数を記録した。
2004年シーズンは、3年連続となるオールスターゲームに出場したが、シーズンでは豊田の故障離脱時に抑えを任されることもあったが故障や不調で34試合の登板に終わり、0勝4敗4セーブ防御率も4.59と安定感を欠いてプロ初の未勝利に終わった。9月24日の大阪ドームでの大阪近鉄バファローズとの試合は近鉄にとって球団最後の本拠地での試合で西武との対戦もこれが最後だった。森は延長11回に登板するが星野おさむにサヨナラタイムリーヒットを打たれ、敗戦投手となった。近鉄は3日後の球団最終戦では敗れているため、森は近鉄相手の最後の敗戦投手となった。
2005年シーズンは48試合に登板し、2勝2敗5セーブ17ホールドの成績を残した。この年のシーズンも豊田の故障離脱があり代役の抑えを務めることがあったが防御率4点台と安定感を欠いた。
ユニホームの背ネームはS.MORIだった。シーズンオフ、ポスティングシステムによる大リーグ挑戦を表明し、タンパベイ・デビルレイズと2年契約を結んだ。

### デビルレイズ傘下時代
移籍1年目の2006年シーズンは右肩痛の影響で調整が遅れ、移籍後初登板を果たしたオープン戦で3球目を投げたときに右肩を抱えたままうずくまり、そのまま交代となる。診断の結果、右肩を脱臼しており、全治1年を要する重傷だった。
2007年1月19日にメジャー出場がないままデビルレイズからメジャー契約を解除される。その後マイナー契約を結ぶが2007年6月11日に契約を解除したと球団の公式ページで発表された。その後国内（西武ドーム・新日鐵君津球場など）でリハビリをしながら、メジャー挑戦を目指していたが断念した。ポスティングシステムを利用してメジャー球団から入札があってメジャー契約した日本人選手がメジャー公式戦に出場できなかった初めての例であり、メジャーリーグ傘下のマイナーリーグ公式戦にも一度も登板していない。

### 独立リーグ・石川時代
2009年シーズンには、BCリーグ・石川ミリオンスターズの選手兼任投手コーチに就任した。当初はコーチのみでの発表だったが、肩の調子が良くなり現役復帰の目途が立ったため、選手兼任となった。しかし、同年の公式戦登板はなかった。2010年からは選手を一旦引退し、金森栄治の後任として監督に就任した。
監督としては在任した5シーズン中全て前・後期のいずれかで北陸地区で優勝し、BCリーグチャンピオン3度（2010・2011・2013年）、さらに独立リーグチャンピオン（グランドチャンピオンシップ優勝）も2度獲得（2011・2013年）した。
公式戦ではないが、2012年9月10日・11日に行われた米独立リーグであるノース・アメリカン・リーグ所属・マウイ・イカイカとの国際交流戦で登板した。さらに翌2013年6月7日、兼任監督として現役復帰することが正式に発表された。
2014年10月11日、石川の監督を退任することが発表された。

### 西武コーチ時代
2015年シーズンより埼玉西武ライオンズの二軍投手コーチに就任した。2016年5月6日から同球団の一軍投手コーチ（ブルペン）に就任する。

### 死去
2017年6月25日の福岡ソフトバンクホークス戦の試合前に体調不良を訴えて福岡市内の病院に入院し、27日には病気療養のため休養することが発表された。西武シニアディレクターの渡辺久信は森の病状について、「まだ病状は不明であり、復帰の見通しはわからない」と発言した。
翌28日、入院先の病院で死去した。42歳没。死因は溶連菌の感染による敗血症（壊死性筋膜炎）であった。
森の訃報は、沖縄セルラースタジアム那覇で行われた対千葉ロッテマリーンズ戦の試合前に球団から辻発彦監督へ伝達され、西武の選手たちにはロッテ戦の試合終了後に伝えられたという。
6月30日、対オリックス・バファローズ第9回戦（メットライフドーム）の際には、森の死去を悼み球団旗に代わり弔旗が掲げられると共に選手が喪章を着用し、試合開始に先立って黙祷が行われた。ドームに直結する獅子ビルには献花台が設置され、三塁側ベンチと森が常駐していたブルペンには森のユニホームが掲げられた。森の没後に掲示された8月のポスターには、「しンジさんと闘う」（原文ママ）という隠しメッセージが仕込まれたことが話題となった。
9月2日、森がBCリーグ時代に在籍した石川ミリオンスターズの対富山GRNサンダーバーズ戦（金沢市民野球場）が「ありがとう森慎二さん 3,400人の集い」というタイトルで行われた。3,400人は当時の背番号34にちなむ。試合では全選手が背番号34を着用した。試合終了後、石川球団は森の背番号34を永久欠番とした。

## 詳細情報

### 年度別投手成績
| 年 度     | 球 団     | 登 板 | 先 発 | 完 投 | 完 封 | 無 四 球 | 勝 利 | 敗 戦 | セ 丨 ブ | ホ 丨 ル ド | 勝 率 | 打 者 | 投 球 回 | 被 安 打 | 被 本 塁 打 | 与 四 球 | 敬 遠 | 与 死 球 | 奪 三 振 | 暴 投 | ボ 丨 ク | 失 点 | 自 責 点 | 防 御 率 | W H I P |
| --------- | --------- | ----- | ----- | ----- | ----- | -------- | ----- | ----- | -------- | ----------- | ----- | ----- | -------- | -------- | ----------- | -------- | ----- | -------- | -------- | ----- | -------- | ----- | -------- | -------- | ------- |
| 1997      | 西武      | 38    | 3     | 0     | 0     | 0        | 6     | 2     | 9        | --          | .750  | 251   | 57.2     | 61       | 4           | 20       | 3     | 0        | 61       | 3     | 0        | 24    | 21       | 3.28     | 1.40    |
| 1998      | 西武      | 52    | 9     | 1     | 0     | 0        | 8     | 8     | 5        | --          | .500  | 490   | 111.0    | 112      | 9           | 55       | 3     | 0        | 110      | 8     | 0        | 53    | 47       | 3.81     | 1.50    |
| 1999      | 西武      | 41    | 13    | 0     | 0     | 0        | 5     | 8     | 0        | --          | .385  | 505   | 113.1    | 116      | 11          | 54       | 4     | 2        | 128      | 10    | 1        | 62    | 58       | 4.61     | 1.50    |
| 2000      | 西武      | 58    | 0     | 0     | 0     | 0        | 5     | 6     | 23       | --          | .455  | 299   | 78.2     | 51       | 6           | 20       | 2     | 0        | 101      | 4     | 0        | 16    | 16       | 1.83     | 0.90    |
| 2001      | 西武      | 28    | 0     | 0     | 0     | 0        | 5     | 4     | 1        | --          | .556  | 194   | 46.0     | 38       | 9           | 16       | 0     | 0        | 52       | 5     | 0        | 21    | 20       | 3.91     | 1.17    |
| 2002      | 西武      | 71    | 0     | 0     | 0     | 0        | 6     | 7     | 1        | --          | .462  | 327   | 78.1     | 61       | 4           | 29       | 5     | 0        | 102      | 9     | 1        | 25    | 18       | 2.07     | 1.15    |
| 2003      | 西武      | 61    | 0     | 0     | 0     | 0        | 7     | 3     | 2        | --          | .700  | 287   | 70.0     | 55       | 6           | 22       | 1     | 2        | 92       | 5     | 0        | 19    | 18       | 2.31     | 1.10    |
| 2004      | 西武      | 34    | 2     | 0     | 0     | 0        | 0     | 4     | 4        | --          | .000  | 235   | 49.0     | 50       | 5           | 38       | 1     | 0        | 49       | 2     | 0        | 35    | 25       | 4.59     | 1.80    |
| 2005      | 西武      | 48    | 0     | 0     | 0     | 0        | 2     | 2     | 5        | 17          | .500  | 214   | 49.0     | 44       | 5           | 19       | 0     | 3        | 60       | 0     | 0        | 24    | 23       | 4.22     | 1.29    |
| 通算：9年 | 通算：9年 | 431   | 27    | 1     | 0     | 0        | 44    | 44    | 50       | 17          | .500  | 2802  | 653.0    | 588      | 59          | 273      | 19    | 7        | 755      | 46    | 2        | 279   | 246      | 3.39     | 1.32    |

- 各年度の太字はリーグ最高

### タイトル
NPB
- 最優秀中継ぎ投手：2回 （2002年、2003年）※2年連続は最長タイ記録[注 1]

### 記録

#### NPB
初記録
- 初登板・初先発登板：1997年4月27日、対日本ハムファイターズ6回戦（西武ライオンズ球場）、3回3失点
- 初奪三振：同上、1回表に片岡篤史から
- 初勝利：1997年6月27日、対近鉄バファローズ13回戦（西武ライオンズ球場）、3回表1死に2番手で救援登板、3回1/3を3失点
- 初セーブ：1997年8月13日、対福岡ダイエーホークス17回戦（福岡ドーム）、8回裏2死に4番手で救援登板・完了、1回2/3を無失点
- 初先発勝利：1998年5月24日、対近鉄バファローズ10回戦（西武ドーム）、6回無失点
- 初完投：1998年6月13日、対近鉄バファローズ11回戦（大阪ドーム）、8回4失点で敗戦投手
- 初ホールド：2005年4月3日、対東北楽天ゴールデンイーグルス3回戦（フルキャストスタジアム宮城）、8回裏に3番手で救援登板、1回無失点

その他の記録
- オールスターゲーム出場：5回（1998年、2000年、2002年 - 2004年）

### 独立リーグでの投手成績
| 年 度     | 球 団     | 登 板 | 勝 利 | 敗 戦 | セ 丨 ブ | 完 投 | 勝 率 | 投 球 回 | 打 者 | 被 安 打 | 被 本 塁 打 | 奪 三 振 | 与 四 球 | 与 死 球 | 失 点 | 自 責 点 | 暴 投 | ボ 丨 ク | 失 策 | 防 御 率 | W H I P |
| --------- | --------- | ----- | ----- | ----- | -------- | ----- | ----- | -------- | ----- | -------- | ----------- | -------- | -------- | -------- | ----- | -------- | ----- | -------- | ----- | -------- | ------- |
| 2013      | 石川      | 9     | 0     | 0     | 0        | 0     | .000  | 5.1      | 27    | 7        | 0           | 6        | 2        | 1        | 6     | 4        | 0     | 1        | 0     | 6.75     | 1.69    |
| 2014      | 石川      | 14    | 0     | 0     | 0        | 0     | .000  | 14.2     | 65    | 19       | 1           | 13       | 6        | 3        | 6     | 4        | 1     | 1        | 0     | 2.63     | 1.70    |
| 通算：2年 | 通算：2年 | 23    | 0     | 0     | 0        | 0     | .000  | 20.0     | 92    | 26       | 1           | 19       | 8        | 4        | 12    | 8        | 1     | 2        | 0     | 3.60     | 1.70    |

### 背番号
- 19（1997年 - 2002年）
- 11（2003年 - 2005年）
- 34（2009年 - 2014年） ※石川ミリオンスターズの永久欠番（2017年9月2日制定）
- 89（2015年 - 2017年）